# Barntown
Barntown är en ort i republiken Irland.   Den ligger i provinsen Leinster, i den sydöstra delen av landet, 110 km söder om huvudstaden Dublin. Barntown ligger 62 meter över havet och antalet invånare är 461.
Terrängen runt Barntown är platt. Runt Barntown är det ganska glesbefolkat, med 36 invånare per kvadratkilometer. Närmaste större samhälle är Wexford, 5,0 km öster om Barntown. Trakten runt Barntown består i huvudsak av gräsmarker.